# Rewolta przeciw współczesnemu światu
Rewolta przeciw współczesnemu światu. Polityka, Religia, Porządek Społeczny w Kali Judze (wł. Rivolta contro il mondo moderno) – praca włoskiego filozofa i teoretyka Juliusa Evoli, opublikowana po raz pierwszy we Włoszech w 1934 roku przez wydawnictwo Hoepli. Postrzegana jest jako opus magnum tradycjonalizmu integralnego oraz klucz do zrozumienia całej twórczości Evoli.
Książka zawiera wykładnię poglądów Evoli na temat teorii cywilizacji i filozofii dziejów. Pierwsza część książki dotyczy zasad świata tradycyjnego i jego stosunku do transcendencji. W części drugiej Evola analizuje świat współczesny, przeciwstawiając mu wartości społeczeństw tradycyjnych: poczynając od polityki, aż do poglądów na życie i śmierć.
Książka Rivolta contro il mondo moderno została wydana w Mediolanie w 1934 roku. W 1969 zostało opublikowana nowa, zmieniona wersja. Książka została po raz pierwszy opublikowana po angielsku w 1995 roku. Dokonano także tłumaczeń na niemiecki, hiszpański, francuski, portugalski i węgierski.